# Allard van der Scheer
Allard Jan (Allard) van der Scheer (Den Haag, 21 augustus 1928 – Muiderberg, 10 januari 2014) was een Nederlands acteur. Hij was het meest te zien in kluchten en comedyseries.
Van der Scheer ging na het lyceum studeren aan de Amsterdamse toneelschool, waar hij in 1949 zijn diploma haalde. Hij speelde daarna vooral op toneel, onder meer bij de Haagse Comedie, Nederlandse Comedie en Toneelgroep Centrum. 

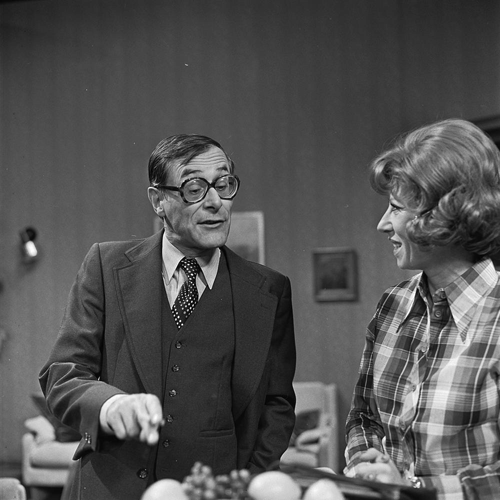
Van der Scheer en Ronny Bierman als Bob en Kitty Overwater in Hotel de Botel (1976)

Hij debuteerde op televisie in 1953 bij de VARA in het programma "Via Lissabon" en speelde daarna rollen in een flink aantal televisieseries, waaronder Kunt u mij de weg naar Hamelen vertellen, mijnheer?,  Pleisterkade 17, Zeg 'ns Aaa (1981), Hotel de Botel, In de Vlaamsche pot, Het Zonnetje in Huis, De Afdeling, De kip en het ei, Oppassen!!!, We Zijn Weer Thuis, Medisch Centrum West, M'n dochter en ik, Boks en Mensen zoals jij en ik.
Van der Scheer speelde ook mee in diverse Nederlandse speelfilms, onder andere Wat zien ik!? (1971), Peter en de vliegende autobus (1976), De mannetjesmaker (1983) en In de schaduw van de overwinning (1986). 
Van der Scheer stond tientallen jaren op de planken in toneelstukken en theaterproducties. 
In 2010 was hij te zien in Bloedverwanten, waarvan het scenario was geschreven door zijn schoonzoon Haye van der Heyden. Zijn laatste televisierol was in 2013 als Meneer Groenteman in Charlie. Van der Scheer overleed begin 2014 op 85-jarige leeftijd. Hij is begraven op de Protestantse Familiebegraafplaats aan de Badlaan in Muiderberg.

## Filmografie
- 1957 - Kleren maken de man, onbekend
- 1963 - Die Vrouwtje van de Wereld, Alfred
- 1971 - Daniel, onbekend
- 1971 - Wat zien ik!?, dokter/scholier Jantje
- 1972 - De inbreker, advocaat
- 1972 - VD, advocaat
- 1973 - Geen paniek, autoverkoper
- 1975 - Kunt u mij de weg naar Hamelen vertellen, mijnheer?, Veerman Schiermonink
- 1976 - Peter en de vliegende autobus, schoolmeester
- 1979 - Martijn en de magiër, vader Van Reeuwijk
- 1983 - De mannetjesmaker, mr. Hans de Jager
- 1986 - In de schaduw van de overwinning, Appelboom
- 1987 - Publiek, Willebrord van Dortmalen, theaterrecensent
- 1991 - In de Vlaamsche pot, Gerard Visser, vader van Karel (meerdere afleveringen)
- 1991 - Jaloezieën, Alfred de Baan, kunstrecensent
- 1991-1994 We Zijn Weer Thuis, Albert van Rossum (7 afleveringen)
- 1999 - Kruimeltje, groenteman
- 2005 - Kinderen geen bezwaar - Zichzelf (afl. Wie ook weer...?)
- 2010 - Bloedverwanten, Bennie de winter (1 aflevering)